# Gagrellina vestita
Gagrellina vestita is een hooiwagen uit de familie Sclerosomatidae.